# Timulla runata
Timulla runata (лат.) — вид ос-немок рода Timulla из подсемейства Mutillinae. Отличаются длительной (около 20 часов) копуляцией самок и самцов.

## Распространение
Встречаются в Новом Свете: Центральная Америка (Панама, Коста-Рика).

## Описание
Мелкие пушистые рыжевато-коричневые и чёрные осы-немки (бескрылые самки около 10 мм, крылатые самцы до 15 мм). Голова самок чёрная, а грудь красноватая. Ноги оранжево-красные. Боковые белые опушенные полосы на втором тергите (Т2) сплошные от переднего к заднему краям. Копуляция длится около 20 часов. Тело в густых волосках. Голова с крупными овальными глазами. Пронотум и мезонотум слиты в один сегмент у самок (грудь самок из двух отделов), а у самцов грудь из трёх раздельных сегментов. Второй тергит брюшка самок с двумя отметинами (пятнами или полосами), широко соединяется (слит) с третьим сегментом (не стебельчатый). Внутренний край глаз самцов с выемкой. Характерен половой диморфизм: самки бескрылые, самцы — крылатые; жгутик усика самок 10-члениковый, а у самцов жгутик усика состоит из 11 сегментов; самцы обычно крупнее самок. Самка осы пробирается в чужое гнездо и откладывает яйца на личинок хозяина, которыми кормятся их собственные личинки. Вид был впервые описан энтомологом Clarence E. Mickel (University of Minnesota).